# João de Moxoena
João Anzevaci (em armênio: Յոհան; romaniz.: Yohan) foi um nobre armênio (nacarar) do século V, membro da família principesca de Moxoena.

## Contexto

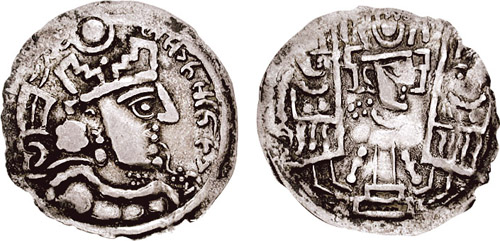
Dracma de r.

Em 428, os nacarares da Armênia peticionaram ao xainxá Vararanes V (r. 420–438) para que destronasse o rei Artaxias IV (r. 422–428) e abolisse a dinastia arsácida. Para governar o país, Vemir-Sapor foi nomeado como marzobã e e Vaanes II foi designado à tenência real. Vemir-Sapor morreu em 442, após uma administração considerada justa e liberal, na qual conseguiu manter a ordem sem ferir o sentimento nacional de frente. Vasaces I substituiu-o como marzobã. Vararanes permitiu a manutenção do cristianismo, enquanto procurava acabar com a influência do Império Bizantino sobre a Igreja da Armênia ao anexá-la à Igreja do Oriente. Contudo, seu filho e sucessor, Isdigerdes II (r. 438–457), era um pietista masdeísta e se comprometeu a impor o masdeísmo na Armênia, exigindo que a nobreza apostatasse e fundando templos de fogo sobre igrejas. Sob a liderança de Vardanes II, se revoltaram, mas foram derrotados em junho (ou 26 de maio) de 451 na Batalha de Avarair; a maioria dos nacarares que participaram da revolta foram então deportados à capital persa de Ctesifonte. Após Avarair, os armênios foram constantemente chamados pelos iranianos para expedições militares distantes e foram obrigados a aceitar o crescente poder dos apóstatas. No contexto, receberam bem o apelo da revolta de Vactangue I (r. 447–522), que sublevou contra os persas.

## Vida
A parentela de João é desconhecida, salvo que pertencia à família principesca de Moxoena. Em 481, irrompeu a revolta contra o Império Sassânida liderada por Vaanes I na Armênia e decidiu continuar fiel ao xainxá. Na Páscoa, ele e Sevuque Anzevaci atacaram de surpresa João Anzevaci e Narses Eruanduni perto de Arreste. Sevuque teria supostamente comparado seu parente João com uma vaca e João de Moxoena o respondeu: "Trarei a coleira; tu a prenderás em volta do pescoço dele." Pouco depois de dizer isso, caiu de seu cavalo e foi pisoteado e chifrado até a morte por uma vaca.